# Аннаполіс-Нек (Меріленд)
Аннаполіс-Нек (англ. Annapolis Neck) — переписна місцевість (CDP) в США, в окрузі Енн-Арундел штату Меріленд. Населення — 10 973 особи (2020).

## Географія
Аннаполіс-Нек розташований за координатами 38°56′12″ пн. ш. 76°29′53″ зх. д. / 38.93667° пн. ш. 76.49806° зх. д. (38.936562, -76.498084).  За даними Бюро перепису населення США в 2010 році переписна місцевість мала площу 29,53 км², з яких 17,99 км² — суходіл та 11,54 км² — водойми.

## Демографія
Згідно з переписом 2010 року, у переписній місцевості мешкало 10 950 осіб у 4339 домогосподарствах у складі 3223 родин. Густота населення становила 371 особа/км².  Було 4857 помешкань (164/км²).
Расовий склад населення:
| - 87,1 % — білих - 7,3 % — чорних або афроамериканців - 1,6 % — азіатів - 0,3 % — корінних американців - 1,4 % — осіб інших рас |

До двох чи більше рас належало 2,3 %. Частка іспаномовних становила 3,6 % від усіх жителів.
За віковим діапазоном населення розподілялося таким чином: 21,7 % — особи молодші 18 років, 60,7 % — особи у віці 18—64 років, 17,6 % — особи у віці 65 років та старші. Медіана віку мешканця становила 47,0 року. На 100 осіб жіночої статі у переписній місцевості припадало 95,5 чоловіків;  на 100 жінок у віці від 18 років та старших — 93,4 чоловіків також старших 18 років.
Середній дохід на одне домашнє господарство  становив 154 077 доларів США (медіана — 126 979), а середній дохід на одну сім'ю — 174 428 доларів (медіана — 136 700). Медіана доходів становила 94 195 доларів для чоловіків та 63 670 доларів для жінок. За межею бідності перебувало 1,7 % осіб, у тому числі 0,9 % дітей у віці до 18 років та 1,8 % осіб у віці 65 років та старших.
Цивільне працевлаштоване населення становило 5756 осіб. Основні галузі зайнятості: науковці, спеціалісти, менеджери — 19,7 %, освіта, охорона здоров'я та соціальна допомога — 18,4 %, публічна адміністрація — 15,3 %.